# Celico
Celico (Cylikon in greco bizantino) è un comune italiano di 2 461 abitanti della provincia di Cosenza ai piedi del monte Serra Stella (1.813 m) nella Sila. Il centro urbano si trova a 750 m s.l.m. mentre il punto edificato più alto è la frazione di Manneto che si trova tra 800 e 825 metri di altitudine. Numerose sono le località montane situate nel comune di Celico, tra le quali: Fago del Soldato (m 1450 s.l.m.), Lagarò (m 1154 s.l.m.), Salerni (m 1237 s.l.m.), nonché il valico di Monte Scuro (m 1618 s.l.m.), dal quale, attraverso un percorso di 13 km, è possibile raggiungere il monte Botte Donato (m 1928 s.l.m.), massima cima della Sila. Il territorio comunale presenta un profilo altimetrico con quota minima di m 400 s.l.m. e massima di 1684.

## Storia
Faceva parte dell'antica Universitas Casalium. Nella prima metà del XII sec. diede i natali a Gioacchino da Fiore. Nel 1600 divenne signore feudale il Granduca di Toscana e tra il 1644 e il 1647 Celico fu sede di un governatore scacciato poi da una rivolta popolare.
Negli anni della seconda guerra mondiale, tra il 1940 e il 1943, Celico fu uno dei 14 comuni della Calabria designati dalle autorità fasciste ad accogliere profughi ebrei in internamento libero. Vi furono confinati 5 profughi ebrei (tra cui una famiglia austriaca con una bambina). Furono tutti liberati con l'arrivo dell'esercito alleato nel settembre 1943.

### Simboli
Lo stemma e il gonfalone del comune sono stati concessi con decreto del presidente della Repubblica del 3 ottobre 2005.
Stemma
(D.P.R. 03.10.2005)
Gonfalone
(D.P.R. 03.10.2005)

## Società

### Evoluzione demografica
Abitanti censiti

## Infrastrutture e trasporti
Il comune è interessato dalle seguenti direttrici stradali:

## Amministrazione
| Periodo        | Periodo        | Primo cittadino           | Partito                | Carica                  | Note                                                                         |
| -------------- | -------------- | ------------------------- | ---------------------- | ----------------------- | ---------------------------------------------------------------------------- |
| 23 Aprile 1995 | 13 Giugno 1999 | Mario Leonetti            | PDS                    | Sindaco                 |                                                                              |
| 13 Giugno 1999 | 13 Giugno 2004 | Oreste Via                | Centro-Sinistra        | Sindaco                 |                                                                              |
| 14 Giugno 2004 | 7 Giugno 2009  | Luigi Corrado             | Rifondazione Comunista | Sindaco                 | Amministrazione Corrado I                                                    |
| 8 Giugno 2009  | 25 Maggio 2014 | Luigi Corrado             | PD                     | Sindaco                 | Amministrazione Corrado II                                                   |
| 26 Maggio 2014 | 26 Maggio 2019 | Antonio Falcone           | PD                     | Sindaco                 | Amministrazione Falcone I                                                    |
| 26 Maggio 2019 | 05 Agosto 2020 | Antonio Falcone           | PD                     | Sindaco                 | Amministrazione Falcone II (Dimissionario dal 17 luglio 2020- 5 agosto 2020) |
| 6 Agosto 2020  | 5 Ottobre 2021 | Gianfranco Rovito         | indipendente           | Commissario Prefettizio |                                                                              |
| 6 Ottobre 2021 | In carica      | Matteo Francesco Lettieri | Indipendente           | Sindaco                 |                                                                              |

## Nel cinema e nei media
Celico è citato nel film su Gioacchino da Fiore Il Monaco che vinse l'Apocalisse di Jordan River.